# Chione cancellata
Chione cancellata är en musselart som först beskrevs av Carl von Linné 1767.  Chione cancellata ingår i släktet Chione och familjen venusmusslor.
Höger och vänster klaff av samma exemplar:

Höger klaff
Vänster klaff

## Underarter
Arten delas in i följande underarter:
- C. c. cancellata
- C. c. mazycki